# Марк Атілій Регул
Марк Аті́лій Регу́л (лат. Marcus Atilius Regulus; 299 до н. е., Сора — 246 до н. е., Карфаген) — політичний, державний і військовий діяч Римської республіки, консул 267 і 256 років до н. е.

## Біографія
Походив із знатного плебейського роду Атіліїв. Про молоді роки, батьків відомостей не збереглося.
Його вперше було обрано консулом у 267 році до н. е. Здобув перемогу над салентинами і захопив Брундізій, за що отримав тріумф.
У 256 р. до н. е. його було обрано консулом вдруге. Здобув перемогу над карфагенським флотом біля мису Екном. Переправив римське військо до Клупеї на африканському узбережжі. Після перших успіхів експедиції залишив у себе лише 40 кораблів, 15 тисяч піхотинців і 500 вершників. Проте із цими силами переміг карфагенян при Адісі й підійшов впритул до Карфагена (перенісши табір до Тунета). У відповідь на пропозицію пунійців укласти мир, висунув надто жорсткі умови, так що вони вирішили продовжувати війну. Врешті, у вирішальній битві при Тунеті Регул зазнав нищівної поразки і потрапив у полон, де через 5 років у 246 році до н. е. помер.
Популярна у давнину легенда стверджувала, що Регула відпустили до Риму під чесне слово для проведення переговорів і укладання миру з Римською республікою. У Римі проте він виступив проти домовленостей з Карфагеном і вмовляв сенат продовжувати війну. Натомість після переговорів, дотримуючись даного слова, повернувся до Карфагена.